# Batalla del pas de Zigos
La batalla del pas de Zigos va ser una batalla entre l'Imperi Romà d'Orient i els petxenegs. Per tal de combatre la revolta petxenega, l'emperador romà d'Orient Constantí IX va enviar un exèrcit sota el comandament de Basili el Sincel·le, Nicéfor III Botaniates i el Dux de Bulgària, per a protegir el Danubi. Mentre marxaven cap a la seva destinació, els petxenegs van emboscar i gairebé destruir l'exèrcit romà d'Orient. Les tropes supervivents, dirigides per Nicèfor, van escapar. Van viatjar durant 12 dies a Adrianòpolis (Edirne), sota constants atacs petxenegs. En primera instància Botaniates va guanyar notorietat gràcies a les seves accions durant la batalla, que va acabar significant el seu ascens a la posició de magister officiorum. Com a conseqüència de la derrota romana en aquesta batalla, l'emperador Constantí IX es va veure obligat a demanar la pau.

## Batalla
Durant la revolta dels petxenegs, l'emperador romà Constantí IX va enviar Nicèfor III Botaniates, Basili el Sincel·le i el Dux de Bulgària per a protegir el riu Danubi. Mentre viatjava a través de les muntanyes, Basili va decidir no atacar els petxenegs, i va ordenar al seu exèrcit que abandonés la regió. Els petxenegs van emboscar els romans mentre marxaven, gairebé destruint el seu exèrcit. Nicèfor salvaria la cavalleria ordenant una formació tancada, evitant que els arquers a cavall dels petxenegs causessin baixes als romans.
Nicèfor es va retirar i va fer acampar el seu exèrcit a la vora d'un riu proper, desplegant exploradors per tal d'evitar altres atacs sorpresa. Les tropes de Nicèfor van resistir els petxenegs durant onze dies, durant els quals, els petxenegs van disparar als cavalls romans, obligant-los a continuar a peu. Els petxenegs també van intentar, sense èxit, persuadir els romans de rendir-se. Un soldat romà va oferir a Nicèfor un cavall per escapar. No obstant això, va rebutjar l'oferta.
El dotzè dia, Nicèfor va arribar a Adrianòpolis (actual Edirne). Un cop l'exèrcit romà va arribar a la ciutat, els petxenegs van fugir. A causa de les accions de Nicèfor durant la batalla, l'emperador Constantí IX li va concedir el títol de magister officiorum. Després, Constantí IX va demanar la pau als petxenegs a causa de les pèrdues aclaparadores.